# Valentí Marín
Pour les articles homonymes, voir Marín et Llovet.
Valentí Marín i Llovet (Barcelone, 17 janvier 1872 – ididem, 7 décembre 1936) était un notaire et joueur et écrivain d'échecs catalan.

## Biographie et carrière
Marin a fait partie de l'équipe espagnole à l'Olympiade d'échecs de 1924 à Paris, l'Olympiade d'échecs de 1927 à Londres, l'Olympiade d'échecs de 1928 à La Haye, l'Olympiade d'échecs de 1930 à Hambourg et l'Olympiade d'échecs de 1931 à Prague.
Il a été président de la Fédération espagnole des échecs (Federación Española de Ajedrez).
Il fut aussi compositeur de problèmes d'échecs,

## Exemples de problèmes
|   | a | b | c | d | e | f | g | h |   |
| 8 | Roi blanc sur case blanche a8 · Cavalier blanc sur case blanche b7 · Pion noir sur case blanche h7 · Tour blanche sur case blanche a6 · Fou blanc sur case blanche c6 · Roi noir sur case blanche e6 · Pion noir sur case blanche g6 · Cavalier blanc sur case noire h6 · Pion blanc sur case blanche b5 · Pion noir sur case noire e5 · Pion blanc sur case noire g5 · Pion noir sur case blanche c4 · Fou noir sur case blanche b3 · Pion noir sur case noire e3 · Dame blanche sur case noire b2 · Pion blanc sur case blanche g2 · Cavalier noir sur case blanche b1 | Roi blanc sur case blanche a8 · Cavalier blanc sur case blanche b7 · Pion noir sur case blanche h7 · Tour blanche sur case blanche a6 · Fou blanc sur case blanche c6 · Roi noir sur case blanche e6 · Pion noir sur case blanche g6 · Cavalier blanc sur case noire h6 · Pion blanc sur case blanche b5 · Pion noir sur case noire e5 · Pion blanc sur case noire g5 · Pion noir sur case blanche c4 · Fou noir sur case blanche b3 · Pion noir sur case noire e3 · Dame blanche sur case noire b2 · Pion blanc sur case blanche g2 · Cavalier noir sur case blanche b1 | Roi blanc sur case blanche a8 · Cavalier blanc sur case blanche b7 · Pion noir sur case blanche h7 · Tour blanche sur case blanche a6 · Fou blanc sur case blanche c6 · Roi noir sur case blanche e6 · Pion noir sur case blanche g6 · Cavalier blanc sur case noire h6 · Pion blanc sur case blanche b5 · Pion noir sur case noire e5 · Pion blanc sur case noire g5 · Pion noir sur case blanche c4 · Fou noir sur case blanche b3 · Pion noir sur case noire e3 · Dame blanche sur case noire b2 · Pion blanc sur case blanche g2 · Cavalier noir sur case blanche b1 | Roi blanc sur case blanche a8 · Cavalier blanc sur case blanche b7 · Pion noir sur case blanche h7 · Tour blanche sur case blanche a6 · Fou blanc sur case blanche c6 · Roi noir sur case blanche e6 · Pion noir sur case blanche g6 · Cavalier blanc sur case noire h6 · Pion blanc sur case blanche b5 · Pion noir sur case noire e5 · Pion blanc sur case noire g5 · Pion noir sur case blanche c4 · Fou noir sur case blanche b3 · Pion noir sur case noire e3 · Dame blanche sur case noire b2 · Pion blanc sur case blanche g2 · Cavalier noir sur case blanche b1 | Roi blanc sur case blanche a8 · Cavalier blanc sur case blanche b7 · Pion noir sur case blanche h7 · Tour blanche sur case blanche a6 · Fou blanc sur case blanche c6 · Roi noir sur case blanche e6 · Pion noir sur case blanche g6 · Cavalier blanc sur case noire h6 · Pion blanc sur case blanche b5 · Pion noir sur case noire e5 · Pion blanc sur case noire g5 · Pion noir sur case blanche c4 · Fou noir sur case blanche b3 · Pion noir sur case noire e3 · Dame blanche sur case noire b2 · Pion blanc sur case blanche g2 · Cavalier noir sur case blanche b1 | Roi blanc sur case blanche a8 · Cavalier blanc sur case blanche b7 · Pion noir sur case blanche h7 · Tour blanche sur case blanche a6 · Fou blanc sur case blanche c6 · Roi noir sur case blanche e6 · Pion noir sur case blanche g6 · Cavalier blanc sur case noire h6 · Pion blanc sur case blanche b5 · Pion noir sur case noire e5 · Pion blanc sur case noire g5 · Pion noir sur case blanche c4 · Fou noir sur case blanche b3 · Pion noir sur case noire e3 · Dame blanche sur case noire b2 · Pion blanc sur case blanche g2 · Cavalier noir sur case blanche b1 | Roi blanc sur case blanche a8 · Cavalier blanc sur case blanche b7 · Pion noir sur case blanche h7 · Tour blanche sur case blanche a6 · Fou blanc sur case blanche c6 · Roi noir sur case blanche e6 · Pion noir sur case blanche g6 · Cavalier blanc sur case noire h6 · Pion blanc sur case blanche b5 · Pion noir sur case noire e5 · Pion blanc sur case noire g5 · Pion noir sur case blanche c4 · Fou noir sur case blanche b3 · Pion noir sur case noire e3 · Dame blanche sur case noire b2 · Pion blanc sur case blanche g2 · Cavalier noir sur case blanche b1 | Roi blanc sur case blanche a8 · Cavalier blanc sur case blanche b7 · Pion noir sur case blanche h7 · Tour blanche sur case blanche a6 · Fou blanc sur case blanche c6 · Roi noir sur case blanche e6 · Pion noir sur case blanche g6 · Cavalier blanc sur case noire h6 · Pion blanc sur case blanche b5 · Pion noir sur case noire e5 · Pion blanc sur case noire g5 · Pion noir sur case blanche c4 · Fou noir sur case blanche b3 · Pion noir sur case noire e3 · Dame blanche sur case noire b2 · Pion blanc sur case blanche g2 · Cavalier noir sur case blanche b1 | 8 |
| 7 | Roi blanc sur case blanche a8 · Cavalier blanc sur case blanche b7 · Pion noir sur case blanche h7 · Tour blanche sur case blanche a6 · Fou blanc sur case blanche c6 · Roi noir sur case blanche e6 · Pion noir sur case blanche g6 · Cavalier blanc sur case noire h6 · Pion blanc sur case blanche b5 · Pion noir sur case noire e5 · Pion blanc sur case noire g5 · Pion noir sur case blanche c4 · Fou noir sur case blanche b3 · Pion noir sur case noire e3 · Dame blanche sur case noire b2 · Pion blanc sur case blanche g2 · Cavalier noir sur case blanche b1 | Roi blanc sur case blanche a8 · Cavalier blanc sur case blanche b7 · Pion noir sur case blanche h7 · Tour blanche sur case blanche a6 · Fou blanc sur case blanche c6 · Roi noir sur case blanche e6 · Pion noir sur case blanche g6 · Cavalier blanc sur case noire h6 · Pion blanc sur case blanche b5 · Pion noir sur case noire e5 · Pion blanc sur case noire g5 · Pion noir sur case blanche c4 · Fou noir sur case blanche b3 · Pion noir sur case noire e3 · Dame blanche sur case noire b2 · Pion blanc sur case blanche g2 · Cavalier noir sur case blanche b1 | Roi blanc sur case blanche a8 · Cavalier blanc sur case blanche b7 · Pion noir sur case blanche h7 · Tour blanche sur case blanche a6 · Fou blanc sur case blanche c6 · Roi noir sur case blanche e6 · Pion noir sur case blanche g6 · Cavalier blanc sur case noire h6 · Pion blanc sur case blanche b5 · Pion noir sur case noire e5 · Pion blanc sur case noire g5 · Pion noir sur case blanche c4 · Fou noir sur case blanche b3 · Pion noir sur case noire e3 · Dame blanche sur case noire b2 · Pion blanc sur case blanche g2 · Cavalier noir sur case blanche b1 | Roi blanc sur case blanche a8 · Cavalier blanc sur case blanche b7 · Pion noir sur case blanche h7 · Tour blanche sur case blanche a6 · Fou blanc sur case blanche c6 · Roi noir sur case blanche e6 · Pion noir sur case blanche g6 · Cavalier blanc sur case noire h6 · Pion blanc sur case blanche b5 · Pion noir sur case noire e5 · Pion blanc sur case noire g5 · Pion noir sur case blanche c4 · Fou noir sur case blanche b3 · Pion noir sur case noire e3 · Dame blanche sur case noire b2 · Pion blanc sur case blanche g2 · Cavalier noir sur case blanche b1 | Roi blanc sur case blanche a8 · Cavalier blanc sur case blanche b7 · Pion noir sur case blanche h7 · Tour blanche sur case blanche a6 · Fou blanc sur case blanche c6 · Roi noir sur case blanche e6 · Pion noir sur case blanche g6 · Cavalier blanc sur case noire h6 · Pion blanc sur case blanche b5 · Pion noir sur case noire e5 · Pion blanc sur case noire g5 · Pion noir sur case blanche c4 · Fou noir sur case blanche b3 · Pion noir sur case noire e3 · Dame blanche sur case noire b2 · Pion blanc sur case blanche g2 · Cavalier noir sur case blanche b1 | Roi blanc sur case blanche a8 · Cavalier blanc sur case blanche b7 · Pion noir sur case blanche h7 · Tour blanche sur case blanche a6 · Fou blanc sur case blanche c6 · Roi noir sur case blanche e6 · Pion noir sur case blanche g6 · Cavalier blanc sur case noire h6 · Pion blanc sur case blanche b5 · Pion noir sur case noire e5 · Pion blanc sur case noire g5 · Pion noir sur case blanche c4 · Fou noir sur case blanche b3 · Pion noir sur case noire e3 · Dame blanche sur case noire b2 · Pion blanc sur case blanche g2 · Cavalier noir sur case blanche b1 | Roi blanc sur case blanche a8 · Cavalier blanc sur case blanche b7 · Pion noir sur case blanche h7 · Tour blanche sur case blanche a6 · Fou blanc sur case blanche c6 · Roi noir sur case blanche e6 · Pion noir sur case blanche g6 · Cavalier blanc sur case noire h6 · Pion blanc sur case blanche b5 · Pion noir sur case noire e5 · Pion blanc sur case noire g5 · Pion noir sur case blanche c4 · Fou noir sur case blanche b3 · Pion noir sur case noire e3 · Dame blanche sur case noire b2 · Pion blanc sur case blanche g2 · Cavalier noir sur case blanche b1 | Roi blanc sur case blanche a8 · Cavalier blanc sur case blanche b7 · Pion noir sur case blanche h7 · Tour blanche sur case blanche a6 · Fou blanc sur case blanche c6 · Roi noir sur case blanche e6 · Pion noir sur case blanche g6 · Cavalier blanc sur case noire h6 · Pion blanc sur case blanche b5 · Pion noir sur case noire e5 · Pion blanc sur case noire g5 · Pion noir sur case blanche c4 · Fou noir sur case blanche b3 · Pion noir sur case noire e3 · Dame blanche sur case noire b2 · Pion blanc sur case blanche g2 · Cavalier noir sur case blanche b1 | 7 |
| 6 | Roi blanc sur case blanche a8 · Cavalier blanc sur case blanche b7 · Pion noir sur case blanche h7 · Tour blanche sur case blanche a6 · Fou blanc sur case blanche c6 · Roi noir sur case blanche e6 · Pion noir sur case blanche g6 · Cavalier blanc sur case noire h6 · Pion blanc sur case blanche b5 · Pion noir sur case noire e5 · Pion blanc sur case noire g5 · Pion noir sur case blanche c4 · Fou noir sur case blanche b3 · Pion noir sur case noire e3 · Dame blanche sur case noire b2 · Pion blanc sur case blanche g2 · Cavalier noir sur case blanche b1 | Roi blanc sur case blanche a8 · Cavalier blanc sur case blanche b7 · Pion noir sur case blanche h7 · Tour blanche sur case blanche a6 · Fou blanc sur case blanche c6 · Roi noir sur case blanche e6 · Pion noir sur case blanche g6 · Cavalier blanc sur case noire h6 · Pion blanc sur case blanche b5 · Pion noir sur case noire e5 · Pion blanc sur case noire g5 · Pion noir sur case blanche c4 · Fou noir sur case blanche b3 · Pion noir sur case noire e3 · Dame blanche sur case noire b2 · Pion blanc sur case blanche g2 · Cavalier noir sur case blanche b1 | Roi blanc sur case blanche a8 · Cavalier blanc sur case blanche b7 · Pion noir sur case blanche h7 · Tour blanche sur case blanche a6 · Fou blanc sur case blanche c6 · Roi noir sur case blanche e6 · Pion noir sur case blanche g6 · Cavalier blanc sur case noire h6 · Pion blanc sur case blanche b5 · Pion noir sur case noire e5 · Pion blanc sur case noire g5 · Pion noir sur case blanche c4 · Fou noir sur case blanche b3 · Pion noir sur case noire e3 · Dame blanche sur case noire b2 · Pion blanc sur case blanche g2 · Cavalier noir sur case blanche b1 | Roi blanc sur case blanche a8 · Cavalier blanc sur case blanche b7 · Pion noir sur case blanche h7 · Tour blanche sur case blanche a6 · Fou blanc sur case blanche c6 · Roi noir sur case blanche e6 · Pion noir sur case blanche g6 · Cavalier blanc sur case noire h6 · Pion blanc sur case blanche b5 · Pion noir sur case noire e5 · Pion blanc sur case noire g5 · Pion noir sur case blanche c4 · Fou noir sur case blanche b3 · Pion noir sur case noire e3 · Dame blanche sur case noire b2 · Pion blanc sur case blanche g2 · Cavalier noir sur case blanche b1 | Roi blanc sur case blanche a8 · Cavalier blanc sur case blanche b7 · Pion noir sur case blanche h7 · Tour blanche sur case blanche a6 · Fou blanc sur case blanche c6 · Roi noir sur case blanche e6 · Pion noir sur case blanche g6 · Cavalier blanc sur case noire h6 · Pion blanc sur case blanche b5 · Pion noir sur case noire e5 · Pion blanc sur case noire g5 · Pion noir sur case blanche c4 · Fou noir sur case blanche b3 · Pion noir sur case noire e3 · Dame blanche sur case noire b2 · Pion blanc sur case blanche g2 · Cavalier noir sur case blanche b1 | Roi blanc sur case blanche a8 · Cavalier blanc sur case blanche b7 · Pion noir sur case blanche h7 · Tour blanche sur case blanche a6 · Fou blanc sur case blanche c6 · Roi noir sur case blanche e6 · Pion noir sur case blanche g6 · Cavalier blanc sur case noire h6 · Pion blanc sur case blanche b5 · Pion noir sur case noire e5 · Pion blanc sur case noire g5 · Pion noir sur case blanche c4 · Fou noir sur case blanche b3 · Pion noir sur case noire e3 · Dame blanche sur case noire b2 · Pion blanc sur case blanche g2 · Cavalier noir sur case blanche b1 | Roi blanc sur case blanche a8 · Cavalier blanc sur case blanche b7 · Pion noir sur case blanche h7 · Tour blanche sur case blanche a6 · Fou blanc sur case blanche c6 · Roi noir sur case blanche e6 · Pion noir sur case blanche g6 · Cavalier blanc sur case noire h6 · Pion blanc sur case blanche b5 · Pion noir sur case noire e5 · Pion blanc sur case noire g5 · Pion noir sur case blanche c4 · Fou noir sur case blanche b3 · Pion noir sur case noire e3 · Dame blanche sur case noire b2 · Pion blanc sur case blanche g2 · Cavalier noir sur case blanche b1 | Roi blanc sur case blanche a8 · Cavalier blanc sur case blanche b7 · Pion noir sur case blanche h7 · Tour blanche sur case blanche a6 · Fou blanc sur case blanche c6 · Roi noir sur case blanche e6 · Pion noir sur case blanche g6 · Cavalier blanc sur case noire h6 · Pion blanc sur case blanche b5 · Pion noir sur case noire e5 · Pion blanc sur case noire g5 · Pion noir sur case blanche c4 · Fou noir sur case blanche b3 · Pion noir sur case noire e3 · Dame blanche sur case noire b2 · Pion blanc sur case blanche g2 · Cavalier noir sur case blanche b1 | 6 |
| 5 | Roi blanc sur case blanche a8 · Cavalier blanc sur case blanche b7 · Pion noir sur case blanche h7 · Tour blanche sur case blanche a6 · Fou blanc sur case blanche c6 · Roi noir sur case blanche e6 · Pion noir sur case blanche g6 · Cavalier blanc sur case noire h6 · Pion blanc sur case blanche b5 · Pion noir sur case noire e5 · Pion blanc sur case noire g5 · Pion noir sur case blanche c4 · Fou noir sur case blanche b3 · Pion noir sur case noire e3 · Dame blanche sur case noire b2 · Pion blanc sur case blanche g2 · Cavalier noir sur case blanche b1 | Roi blanc sur case blanche a8 · Cavalier blanc sur case blanche b7 · Pion noir sur case blanche h7 · Tour blanche sur case blanche a6 · Fou blanc sur case blanche c6 · Roi noir sur case blanche e6 · Pion noir sur case blanche g6 · Cavalier blanc sur case noire h6 · Pion blanc sur case blanche b5 · Pion noir sur case noire e5 · Pion blanc sur case noire g5 · Pion noir sur case blanche c4 · Fou noir sur case blanche b3 · Pion noir sur case noire e3 · Dame blanche sur case noire b2 · Pion blanc sur case blanche g2 · Cavalier noir sur case blanche b1 | Roi blanc sur case blanche a8 · Cavalier blanc sur case blanche b7 · Pion noir sur case blanche h7 · Tour blanche sur case blanche a6 · Fou blanc sur case blanche c6 · Roi noir sur case blanche e6 · Pion noir sur case blanche g6 · Cavalier blanc sur case noire h6 · Pion blanc sur case blanche b5 · Pion noir sur case noire e5 · Pion blanc sur case noire g5 · Pion noir sur case blanche c4 · Fou noir sur case blanche b3 · Pion noir sur case noire e3 · Dame blanche sur case noire b2 · Pion blanc sur case blanche g2 · Cavalier noir sur case blanche b1 | Roi blanc sur case blanche a8 · Cavalier blanc sur case blanche b7 · Pion noir sur case blanche h7 · Tour blanche sur case blanche a6 · Fou blanc sur case blanche c6 · Roi noir sur case blanche e6 · Pion noir sur case blanche g6 · Cavalier blanc sur case noire h6 · Pion blanc sur case blanche b5 · Pion noir sur case noire e5 · Pion blanc sur case noire g5 · Pion noir sur case blanche c4 · Fou noir sur case blanche b3 · Pion noir sur case noire e3 · Dame blanche sur case noire b2 · Pion blanc sur case blanche g2 · Cavalier noir sur case blanche b1 | Roi blanc sur case blanche a8 · Cavalier blanc sur case blanche b7 · Pion noir sur case blanche h7 · Tour blanche sur case blanche a6 · Fou blanc sur case blanche c6 · Roi noir sur case blanche e6 · Pion noir sur case blanche g6 · Cavalier blanc sur case noire h6 · Pion blanc sur case blanche b5 · Pion noir sur case noire e5 · Pion blanc sur case noire g5 · Pion noir sur case blanche c4 · Fou noir sur case blanche b3 · Pion noir sur case noire e3 · Dame blanche sur case noire b2 · Pion blanc sur case blanche g2 · Cavalier noir sur case blanche b1 | Roi blanc sur case blanche a8 · Cavalier blanc sur case blanche b7 · Pion noir sur case blanche h7 · Tour blanche sur case blanche a6 · Fou blanc sur case blanche c6 · Roi noir sur case blanche e6 · Pion noir sur case blanche g6 · Cavalier blanc sur case noire h6 · Pion blanc sur case blanche b5 · Pion noir sur case noire e5 · Pion blanc sur case noire g5 · Pion noir sur case blanche c4 · Fou noir sur case blanche b3 · Pion noir sur case noire e3 · Dame blanche sur case noire b2 · Pion blanc sur case blanche g2 · Cavalier noir sur case blanche b1 | Roi blanc sur case blanche a8 · Cavalier blanc sur case blanche b7 · Pion noir sur case blanche h7 · Tour blanche sur case blanche a6 · Fou blanc sur case blanche c6 · Roi noir sur case blanche e6 · Pion noir sur case blanche g6 · Cavalier blanc sur case noire h6 · Pion blanc sur case blanche b5 · Pion noir sur case noire e5 · Pion blanc sur case noire g5 · Pion noir sur case blanche c4 · Fou noir sur case blanche b3 · Pion noir sur case noire e3 · Dame blanche sur case noire b2 · Pion blanc sur case blanche g2 · Cavalier noir sur case blanche b1 | Roi blanc sur case blanche a8 · Cavalier blanc sur case blanche b7 · Pion noir sur case blanche h7 · Tour blanche sur case blanche a6 · Fou blanc sur case blanche c6 · Roi noir sur case blanche e6 · Pion noir sur case blanche g6 · Cavalier blanc sur case noire h6 · Pion blanc sur case blanche b5 · Pion noir sur case noire e5 · Pion blanc sur case noire g5 · Pion noir sur case blanche c4 · Fou noir sur case blanche b3 · Pion noir sur case noire e3 · Dame blanche sur case noire b2 · Pion blanc sur case blanche g2 · Cavalier noir sur case blanche b1 | 5 |
| 4 | Roi blanc sur case blanche a8 · Cavalier blanc sur case blanche b7 · Pion noir sur case blanche h7 · Tour blanche sur case blanche a6 · Fou blanc sur case blanche c6 · Roi noir sur case blanche e6 · Pion noir sur case blanche g6 · Cavalier blanc sur case noire h6 · Pion blanc sur case blanche b5 · Pion noir sur case noire e5 · Pion blanc sur case noire g5 · Pion noir sur case blanche c4 · Fou noir sur case blanche b3 · Pion noir sur case noire e3 · Dame blanche sur case noire b2 · Pion blanc sur case blanche g2 · Cavalier noir sur case blanche b1 | Roi blanc sur case blanche a8 · Cavalier blanc sur case blanche b7 · Pion noir sur case blanche h7 · Tour blanche sur case blanche a6 · Fou blanc sur case blanche c6 · Roi noir sur case blanche e6 · Pion noir sur case blanche g6 · Cavalier blanc sur case noire h6 · Pion blanc sur case blanche b5 · Pion noir sur case noire e5 · Pion blanc sur case noire g5 · Pion noir sur case blanche c4 · Fou noir sur case blanche b3 · Pion noir sur case noire e3 · Dame blanche sur case noire b2 · Pion blanc sur case blanche g2 · Cavalier noir sur case blanche b1 | Roi blanc sur case blanche a8 · Cavalier blanc sur case blanche b7 · Pion noir sur case blanche h7 · Tour blanche sur case blanche a6 · Fou blanc sur case blanche c6 · Roi noir sur case blanche e6 · Pion noir sur case blanche g6 · Cavalier blanc sur case noire h6 · Pion blanc sur case blanche b5 · Pion noir sur case noire e5 · Pion blanc sur case noire g5 · Pion noir sur case blanche c4 · Fou noir sur case blanche b3 · Pion noir sur case noire e3 · Dame blanche sur case noire b2 · Pion blanc sur case blanche g2 · Cavalier noir sur case blanche b1 | Roi blanc sur case blanche a8 · Cavalier blanc sur case blanche b7 · Pion noir sur case blanche h7 · Tour blanche sur case blanche a6 · Fou blanc sur case blanche c6 · Roi noir sur case blanche e6 · Pion noir sur case blanche g6 · Cavalier blanc sur case noire h6 · Pion blanc sur case blanche b5 · Pion noir sur case noire e5 · Pion blanc sur case noire g5 · Pion noir sur case blanche c4 · Fou noir sur case blanche b3 · Pion noir sur case noire e3 · Dame blanche sur case noire b2 · Pion blanc sur case blanche g2 · Cavalier noir sur case blanche b1 | Roi blanc sur case blanche a8 · Cavalier blanc sur case blanche b7 · Pion noir sur case blanche h7 · Tour blanche sur case blanche a6 · Fou blanc sur case blanche c6 · Roi noir sur case blanche e6 · Pion noir sur case blanche g6 · Cavalier blanc sur case noire h6 · Pion blanc sur case blanche b5 · Pion noir sur case noire e5 · Pion blanc sur case noire g5 · Pion noir sur case blanche c4 · Fou noir sur case blanche b3 · Pion noir sur case noire e3 · Dame blanche sur case noire b2 · Pion blanc sur case blanche g2 · Cavalier noir sur case blanche b1 | Roi blanc sur case blanche a8 · Cavalier blanc sur case blanche b7 · Pion noir sur case blanche h7 · Tour blanche sur case blanche a6 · Fou blanc sur case blanche c6 · Roi noir sur case blanche e6 · Pion noir sur case blanche g6 · Cavalier blanc sur case noire h6 · Pion blanc sur case blanche b5 · Pion noir sur case noire e5 · Pion blanc sur case noire g5 · Pion noir sur case blanche c4 · Fou noir sur case blanche b3 · Pion noir sur case noire e3 · Dame blanche sur case noire b2 · Pion blanc sur case blanche g2 · Cavalier noir sur case blanche b1 | Roi blanc sur case blanche a8 · Cavalier blanc sur case blanche b7 · Pion noir sur case blanche h7 · Tour blanche sur case blanche a6 · Fou blanc sur case blanche c6 · Roi noir sur case blanche e6 · Pion noir sur case blanche g6 · Cavalier blanc sur case noire h6 · Pion blanc sur case blanche b5 · Pion noir sur case noire e5 · Pion blanc sur case noire g5 · Pion noir sur case blanche c4 · Fou noir sur case blanche b3 · Pion noir sur case noire e3 · Dame blanche sur case noire b2 · Pion blanc sur case blanche g2 · Cavalier noir sur case blanche b1 | Roi blanc sur case blanche a8 · Cavalier blanc sur case blanche b7 · Pion noir sur case blanche h7 · Tour blanche sur case blanche a6 · Fou blanc sur case blanche c6 · Roi noir sur case blanche e6 · Pion noir sur case blanche g6 · Cavalier blanc sur case noire h6 · Pion blanc sur case blanche b5 · Pion noir sur case noire e5 · Pion blanc sur case noire g5 · Pion noir sur case blanche c4 · Fou noir sur case blanche b3 · Pion noir sur case noire e3 · Dame blanche sur case noire b2 · Pion blanc sur case blanche g2 · Cavalier noir sur case blanche b1 | 4 |
| 3 | Roi blanc sur case blanche a8 · Cavalier blanc sur case blanche b7 · Pion noir sur case blanche h7 · Tour blanche sur case blanche a6 · Fou blanc sur case blanche c6 · Roi noir sur case blanche e6 · Pion noir sur case blanche g6 · Cavalier blanc sur case noire h6 · Pion blanc sur case blanche b5 · Pion noir sur case noire e5 · Pion blanc sur case noire g5 · Pion noir sur case blanche c4 · Fou noir sur case blanche b3 · Pion noir sur case noire e3 · Dame blanche sur case noire b2 · Pion blanc sur case blanche g2 · Cavalier noir sur case blanche b1 | Roi blanc sur case blanche a8 · Cavalier blanc sur case blanche b7 · Pion noir sur case blanche h7 · Tour blanche sur case blanche a6 · Fou blanc sur case blanche c6 · Roi noir sur case blanche e6 · Pion noir sur case blanche g6 · Cavalier blanc sur case noire h6 · Pion blanc sur case blanche b5 · Pion noir sur case noire e5 · Pion blanc sur case noire g5 · Pion noir sur case blanche c4 · Fou noir sur case blanche b3 · Pion noir sur case noire e3 · Dame blanche sur case noire b2 · Pion blanc sur case blanche g2 · Cavalier noir sur case blanche b1 | Roi blanc sur case blanche a8 · Cavalier blanc sur case blanche b7 · Pion noir sur case blanche h7 · Tour blanche sur case blanche a6 · Fou blanc sur case blanche c6 · Roi noir sur case blanche e6 · Pion noir sur case blanche g6 · Cavalier blanc sur case noire h6 · Pion blanc sur case blanche b5 · Pion noir sur case noire e5 · Pion blanc sur case noire g5 · Pion noir sur case blanche c4 · Fou noir sur case blanche b3 · Pion noir sur case noire e3 · Dame blanche sur case noire b2 · Pion blanc sur case blanche g2 · Cavalier noir sur case blanche b1 | Roi blanc sur case blanche a8 · Cavalier blanc sur case blanche b7 · Pion noir sur case blanche h7 · Tour blanche sur case blanche a6 · Fou blanc sur case blanche c6 · Roi noir sur case blanche e6 · Pion noir sur case blanche g6 · Cavalier blanc sur case noire h6 · Pion blanc sur case blanche b5 · Pion noir sur case noire e5 · Pion blanc sur case noire g5 · Pion noir sur case blanche c4 · Fou noir sur case blanche b3 · Pion noir sur case noire e3 · Dame blanche sur case noire b2 · Pion blanc sur case blanche g2 · Cavalier noir sur case blanche b1 | Roi blanc sur case blanche a8 · Cavalier blanc sur case blanche b7 · Pion noir sur case blanche h7 · Tour blanche sur case blanche a6 · Fou blanc sur case blanche c6 · Roi noir sur case blanche e6 · Pion noir sur case blanche g6 · Cavalier blanc sur case noire h6 · Pion blanc sur case blanche b5 · Pion noir sur case noire e5 · Pion blanc sur case noire g5 · Pion noir sur case blanche c4 · Fou noir sur case blanche b3 · Pion noir sur case noire e3 · Dame blanche sur case noire b2 · Pion blanc sur case blanche g2 · Cavalier noir sur case blanche b1 | Roi blanc sur case blanche a8 · Cavalier blanc sur case blanche b7 · Pion noir sur case blanche h7 · Tour blanche sur case blanche a6 · Fou blanc sur case blanche c6 · Roi noir sur case blanche e6 · Pion noir sur case blanche g6 · Cavalier blanc sur case noire h6 · Pion blanc sur case blanche b5 · Pion noir sur case noire e5 · Pion blanc sur case noire g5 · Pion noir sur case blanche c4 · Fou noir sur case blanche b3 · Pion noir sur case noire e3 · Dame blanche sur case noire b2 · Pion blanc sur case blanche g2 · Cavalier noir sur case blanche b1 | Roi blanc sur case blanche a8 · Cavalier blanc sur case blanche b7 · Pion noir sur case blanche h7 · Tour blanche sur case blanche a6 · Fou blanc sur case blanche c6 · Roi noir sur case blanche e6 · Pion noir sur case blanche g6 · Cavalier blanc sur case noire h6 · Pion blanc sur case blanche b5 · Pion noir sur case noire e5 · Pion blanc sur case noire g5 · Pion noir sur case blanche c4 · Fou noir sur case blanche b3 · Pion noir sur case noire e3 · Dame blanche sur case noire b2 · Pion blanc sur case blanche g2 · Cavalier noir sur case blanche b1 | Roi blanc sur case blanche a8 · Cavalier blanc sur case blanche b7 · Pion noir sur case blanche h7 · Tour blanche sur case blanche a6 · Fou blanc sur case blanche c6 · Roi noir sur case blanche e6 · Pion noir sur case blanche g6 · Cavalier blanc sur case noire h6 · Pion blanc sur case blanche b5 · Pion noir sur case noire e5 · Pion blanc sur case noire g5 · Pion noir sur case blanche c4 · Fou noir sur case blanche b3 · Pion noir sur case noire e3 · Dame blanche sur case noire b2 · Pion blanc sur case blanche g2 · Cavalier noir sur case blanche b1 | 3 |
| 2 | Roi blanc sur case blanche a8 · Cavalier blanc sur case blanche b7 · Pion noir sur case blanche h7 · Tour blanche sur case blanche a6 · Fou blanc sur case blanche c6 · Roi noir sur case blanche e6 · Pion noir sur case blanche g6 · Cavalier blanc sur case noire h6 · Pion blanc sur case blanche b5 · Pion noir sur case noire e5 · Pion blanc sur case noire g5 · Pion noir sur case blanche c4 · Fou noir sur case blanche b3 · Pion noir sur case noire e3 · Dame blanche sur case noire b2 · Pion blanc sur case blanche g2 · Cavalier noir sur case blanche b1 | Roi blanc sur case blanche a8 · Cavalier blanc sur case blanche b7 · Pion noir sur case blanche h7 · Tour blanche sur case blanche a6 · Fou blanc sur case blanche c6 · Roi noir sur case blanche e6 · Pion noir sur case blanche g6 · Cavalier blanc sur case noire h6 · Pion blanc sur case blanche b5 · Pion noir sur case noire e5 · Pion blanc sur case noire g5 · Pion noir sur case blanche c4 · Fou noir sur case blanche b3 · Pion noir sur case noire e3 · Dame blanche sur case noire b2 · Pion blanc sur case blanche g2 · Cavalier noir sur case blanche b1 | Roi blanc sur case blanche a8 · Cavalier blanc sur case blanche b7 · Pion noir sur case blanche h7 · Tour blanche sur case blanche a6 · Fou blanc sur case blanche c6 · Roi noir sur case blanche e6 · Pion noir sur case blanche g6 · Cavalier blanc sur case noire h6 · Pion blanc sur case blanche b5 · Pion noir sur case noire e5 · Pion blanc sur case noire g5 · Pion noir sur case blanche c4 · Fou noir sur case blanche b3 · Pion noir sur case noire e3 · Dame blanche sur case noire b2 · Pion blanc sur case blanche g2 · Cavalier noir sur case blanche b1 | Roi blanc sur case blanche a8 · Cavalier blanc sur case blanche b7 · Pion noir sur case blanche h7 · Tour blanche sur case blanche a6 · Fou blanc sur case blanche c6 · Roi noir sur case blanche e6 · Pion noir sur case blanche g6 · Cavalier blanc sur case noire h6 · Pion blanc sur case blanche b5 · Pion noir sur case noire e5 · Pion blanc sur case noire g5 · Pion noir sur case blanche c4 · Fou noir sur case blanche b3 · Pion noir sur case noire e3 · Dame blanche sur case noire b2 · Pion blanc sur case blanche g2 · Cavalier noir sur case blanche b1 | Roi blanc sur case blanche a8 · Cavalier blanc sur case blanche b7 · Pion noir sur case blanche h7 · Tour blanche sur case blanche a6 · Fou blanc sur case blanche c6 · Roi noir sur case blanche e6 · Pion noir sur case blanche g6 · Cavalier blanc sur case noire h6 · Pion blanc sur case blanche b5 · Pion noir sur case noire e5 · Pion blanc sur case noire g5 · Pion noir sur case blanche c4 · Fou noir sur case blanche b3 · Pion noir sur case noire e3 · Dame blanche sur case noire b2 · Pion blanc sur case blanche g2 · Cavalier noir sur case blanche b1 | Roi blanc sur case blanche a8 · Cavalier blanc sur case blanche b7 · Pion noir sur case blanche h7 · Tour blanche sur case blanche a6 · Fou blanc sur case blanche c6 · Roi noir sur case blanche e6 · Pion noir sur case blanche g6 · Cavalier blanc sur case noire h6 · Pion blanc sur case blanche b5 · Pion noir sur case noire e5 · Pion blanc sur case noire g5 · Pion noir sur case blanche c4 · Fou noir sur case blanche b3 · Pion noir sur case noire e3 · Dame blanche sur case noire b2 · Pion blanc sur case blanche g2 · Cavalier noir sur case blanche b1 | Roi blanc sur case blanche a8 · Cavalier blanc sur case blanche b7 · Pion noir sur case blanche h7 · Tour blanche sur case blanche a6 · Fou blanc sur case blanche c6 · Roi noir sur case blanche e6 · Pion noir sur case blanche g6 · Cavalier blanc sur case noire h6 · Pion blanc sur case blanche b5 · Pion noir sur case noire e5 · Pion blanc sur case noire g5 · Pion noir sur case blanche c4 · Fou noir sur case blanche b3 · Pion noir sur case noire e3 · Dame blanche sur case noire b2 · Pion blanc sur case blanche g2 · Cavalier noir sur case blanche b1 | Roi blanc sur case blanche a8 · Cavalier blanc sur case blanche b7 · Pion noir sur case blanche h7 · Tour blanche sur case blanche a6 · Fou blanc sur case blanche c6 · Roi noir sur case blanche e6 · Pion noir sur case blanche g6 · Cavalier blanc sur case noire h6 · Pion blanc sur case blanche b5 · Pion noir sur case noire e5 · Pion blanc sur case noire g5 · Pion noir sur case blanche c4 · Fou noir sur case blanche b3 · Pion noir sur case noire e3 · Dame blanche sur case noire b2 · Pion blanc sur case blanche g2 · Cavalier noir sur case blanche b1 | 2 |
| 1 | Roi blanc sur case blanche a8 · Cavalier blanc sur case blanche b7 · Pion noir sur case blanche h7 · Tour blanche sur case blanche a6 · Fou blanc sur case blanche c6 · Roi noir sur case blanche e6 · Pion noir sur case blanche g6 · Cavalier blanc sur case noire h6 · Pion blanc sur case blanche b5 · Pion noir sur case noire e5 · Pion blanc sur case noire g5 · Pion noir sur case blanche c4 · Fou noir sur case blanche b3 · Pion noir sur case noire e3 · Dame blanche sur case noire b2 · Pion blanc sur case blanche g2 · Cavalier noir sur case blanche b1 | Roi blanc sur case blanche a8 · Cavalier blanc sur case blanche b7 · Pion noir sur case blanche h7 · Tour blanche sur case blanche a6 · Fou blanc sur case blanche c6 · Roi noir sur case blanche e6 · Pion noir sur case blanche g6 · Cavalier blanc sur case noire h6 · Pion blanc sur case blanche b5 · Pion noir sur case noire e5 · Pion blanc sur case noire g5 · Pion noir sur case blanche c4 · Fou noir sur case blanche b3 · Pion noir sur case noire e3 · Dame blanche sur case noire b2 · Pion blanc sur case blanche g2 · Cavalier noir sur case blanche b1 | Roi blanc sur case blanche a8 · Cavalier blanc sur case blanche b7 · Pion noir sur case blanche h7 · Tour blanche sur case blanche a6 · Fou blanc sur case blanche c6 · Roi noir sur case blanche e6 · Pion noir sur case blanche g6 · Cavalier blanc sur case noire h6 · Pion blanc sur case blanche b5 · Pion noir sur case noire e5 · Pion blanc sur case noire g5 · Pion noir sur case blanche c4 · Fou noir sur case blanche b3 · Pion noir sur case noire e3 · Dame blanche sur case noire b2 · Pion blanc sur case blanche g2 · Cavalier noir sur case blanche b1 | Roi blanc sur case blanche a8 · Cavalier blanc sur case blanche b7 · Pion noir sur case blanche h7 · Tour blanche sur case blanche a6 · Fou blanc sur case blanche c6 · Roi noir sur case blanche e6 · Pion noir sur case blanche g6 · Cavalier blanc sur case noire h6 · Pion blanc sur case blanche b5 · Pion noir sur case noire e5 · Pion blanc sur case noire g5 · Pion noir sur case blanche c4 · Fou noir sur case blanche b3 · Pion noir sur case noire e3 · Dame blanche sur case noire b2 · Pion blanc sur case blanche g2 · Cavalier noir sur case blanche b1 | Roi blanc sur case blanche a8 · Cavalier blanc sur case blanche b7 · Pion noir sur case blanche h7 · Tour blanche sur case blanche a6 · Fou blanc sur case blanche c6 · Roi noir sur case blanche e6 · Pion noir sur case blanche g6 · Cavalier blanc sur case noire h6 · Pion blanc sur case blanche b5 · Pion noir sur case noire e5 · Pion blanc sur case noire g5 · Pion noir sur case blanche c4 · Fou noir sur case blanche b3 · Pion noir sur case noire e3 · Dame blanche sur case noire b2 · Pion blanc sur case blanche g2 · Cavalier noir sur case blanche b1 | Roi blanc sur case blanche a8 · Cavalier blanc sur case blanche b7 · Pion noir sur case blanche h7 · Tour blanche sur case blanche a6 · Fou blanc sur case blanche c6 · Roi noir sur case blanche e6 · Pion noir sur case blanche g6 · Cavalier blanc sur case noire h6 · Pion blanc sur case blanche b5 · Pion noir sur case noire e5 · Pion blanc sur case noire g5 · Pion noir sur case blanche c4 · Fou noir sur case blanche b3 · Pion noir sur case noire e3 · Dame blanche sur case noire b2 · Pion blanc sur case blanche g2 · Cavalier noir sur case blanche b1 | Roi blanc sur case blanche a8 · Cavalier blanc sur case blanche b7 · Pion noir sur case blanche h7 · Tour blanche sur case blanche a6 · Fou blanc sur case blanche c6 · Roi noir sur case blanche e6 · Pion noir sur case blanche g6 · Cavalier blanc sur case noire h6 · Pion blanc sur case blanche b5 · Pion noir sur case noire e5 · Pion blanc sur case noire g5 · Pion noir sur case blanche c4 · Fou noir sur case blanche b3 · Pion noir sur case noire e3 · Dame blanche sur case noire b2 · Pion blanc sur case blanche g2 · Cavalier noir sur case blanche b1 | Roi blanc sur case blanche a8 · Cavalier blanc sur case blanche b7 · Pion noir sur case blanche h7 · Tour blanche sur case blanche a6 · Fou blanc sur case blanche c6 · Roi noir sur case blanche e6 · Pion noir sur case blanche g6 · Cavalier blanc sur case noire h6 · Pion blanc sur case blanche b5 · Pion noir sur case noire e5 · Pion blanc sur case noire g5 · Pion noir sur case blanche c4 · Fou noir sur case blanche b3 · Pion noir sur case noire e3 · Dame blanche sur case noire b2 · Pion blanc sur case blanche g2 · Cavalier noir sur case blanche b1 | 1 |
|   | a | b | c | d | e | f | g | h |   |